# زقين دقيق الأزهار
زقين دقيق الأزهار (الاسم العلمي:Diascia minutiflora) هو نوع من النباتات يتبع جنس الزقين من الفصيلة الغدبية.